# تغضين

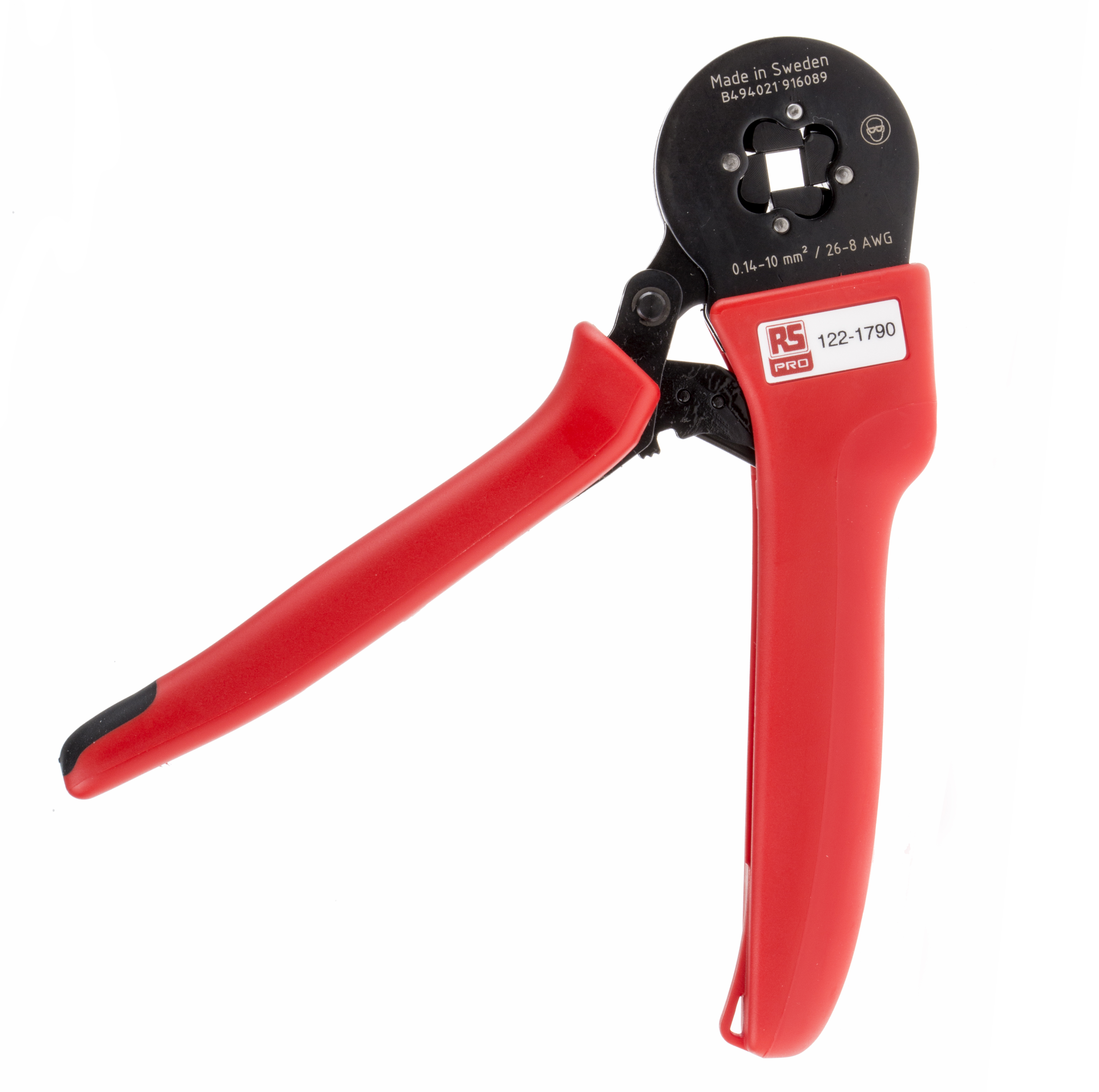
أداة تغضين لطُويقات معزولة وغير معزولة بمقاس 0.14 مم ^{2} إلى 10 مم ^{2} (26–8 AWG)

التغضين هو طريقة لربط قطعتين فأكثر من الفلزات أو المواد المطيلة الأخرى بتشويه أحدهما أو كليهما لتثبيت الآخر. تستخدم أدوات التغضين لإنشاء التغضين.
يستخدم التغضين واسعًا في أشغال المعادن، مثل تغضين الطلقة في الخرطوش، والتوصيلات الكهربائية، وتثبيت الأغطية في التعليب. نظرًا لأنه يمكن أن يكون تقنية عمل باردة، يمكن أيضًا استخدامه لتشكيل رابطة قوية بين قطعة العمل ومكون غير معدني.